# Wijchen
Wijchen  è una municipalità dei Paesi Bassi di 40 158 abitanti (2010) situata nella provincia della Gheldria.